# Real Love (album Oh My Girl)
Real Love – drugi koreański album studyjny południowokoreańskiej grupy Oh My Girl, wydany 28 marca 2022 roku przez wytwórnię WM Entertainment i dystrybuowany przez Kakao M. Płytę promował singel o tym samym tytule. Ukazał się w trzech edycjach: dwóch fizycznych („Drawing ver.” i „Photography ver.”) oraz cyfrowej. Sprzedał się w nakładzie 96 880 egzemplarzy w Korei Południowej (stan na kwiecień 2022).

## Lista utworów
| CD  | CD                  | CD                       | CD | CD                                                                                     | CD      |
| Nr  | Tytuł utworu        | Tekst                    | Kompozycja | Aranżacja                                                                              | Długość |
| --- | ------------------- | ------------------------ | --- | -------------------------------------------------------------------------------------- | ------- |
| 1.  | „Real Love”         | Seo Ji-eum               | Ryan S. Jhun, Josh Cumbee, Afshin Salmani, Ilan Kidron, Nat Dunn                                                             | Ryan S. Jhun, Afsheen, Josh Cumbee                                                     | 3:21    |
| 2.  | „Drip”              | Seo Jung-ah              | Steven Lee, Andreas Stone Johansson, Laurell Barker, Sebastian Thott                                                         | Sebastian Thott                                                                        | 3:28    |
| 3.  | „Eden”              | Seo Jung-ah              | Ryan S. Jhun, Lauritz Emil Christiansen, Celine Svanbäck, Zophia Mikkelsen, Jeppe London Bilsby                              | Ryan S. Jhun, Jeppe London Bilsby, Lauritz Emil Christiansen                           | 3:02    |
| 4.  | „Replay”            | Seo Ji-eum               | Ryan S. Jhun, Rasmus Budny, Albin Tengblad, Kristin Carpenter                                                                | Ryan S. Jhun, Rasmus Budny, Albin Tengblad                                             | 2:32    |
| 5.  | „Parachute”         | Seo Jung-ah              | Ryan S. Jhun, Raphaella Christina Aristocleous, Simon Gitsels, Florian Jahrstorfer                                           | Ryan S. Jhun, Jason OK                                                                 | 2:34    |
| 6.  | „Kiss & Fix”        | Seo Ji-eum               | Ryan S. Jhun, Louise Lennartsson, Celine Svanbäck, Jeppe London Bilsby, Lauritz Emil Christiansen                            | Ryan S. Jhun, Lauritz Emil Christiansen, Jeppe London Bilsby                           | 3:08    |
| 7.  | „Blink”             | Seo Ji-eum               | Ryan S. Jhun, Rodney "Darkchild" Jerkins, Rickey "Slikk Muzik" Offord, Dreyfus Lindsey, J. Hart, Julie Frost, Ericka Coulter | Ryan S. Jhun, Rodney "Darkchild" Jerkins, Rickey "Slikk Muzik" Offord, Dreyfus Lindsey | 3:16    |
| 8.  | „Dear Rose”         | Seo Ji-eum               | Ryan S. Jhun, Michel "Lindgren" Schulz, Melanie Joy Fontana                                                                  | Ryan S. Jhun, Michel "Lindgren" Schulz                                                 | 3:59    |
| 9.  | „Sailing Heart”     | Lee Joo-hyung (MonoTree) | Lee Joo-hyung (MonoTree), Krysta Younga, Julia Ross                                                                          | Lee Joo-hyung (MonoTree)                                                               | 3:40    |
| 10. | „Real Love” (Inst.) |                          | Ryan S. Jhun, Josh Cumbee, Afshin Salmani, Ilan Kidron, Nat Dunn                                                             | Ryan S. Jhun, Afsheen, Josh Cumbee                                                     | 3:21    |

## Notowania
| Lista                   | Pozycja |
| ----------------------- | ------- |
| Gaon Weekly Album Chart | 5       |
| Five Music (Tajwan)     | 6       |